# تولباغية رأس الرجاء
تولباغية رأس الرجاء (الاسم العلمي:Tulbaghia capensis) هي نوع من النباتات يتبع جنس التولباغية من الفصيلة النرجسية.